# 2008
2008 (MMVIII) là một năm nhuận bắt đầu vào Thứ ba của lịch Gregory, năm thứ 2008 của Công nguyên hay của Anno Domini, the năm thứ 8  của thiên niên kỷ 3 and the thế kỷ 21, và năm thứ  9   của thập niên 2000. 

## Sự kiện

### Tháng 2
- 10 tháng 2: Lễ trao giải Grammy lần thứ 50 tại Staples Center, Los Angeles, California, Mỹ
- 11 tháng 2: Lễ hội hoa đăng Thái Lan lần thứ 24
- 24 tháng 2: Lễ trao giải Oscar lần thứ 80 của Viện Hàn lâm Khoa học và Nghệ thuật Điện ảnh tại nhà hát Kodak, Hollywood, California, Mỹ

### Tháng 4
- 18 tháng 4: Vệ tinh Vinasat-1 được phóng lên vũ trụ.[1]
- 21 tháng 4: Microsoft phát hành Gói Dịch vụ 3 (Service Pack 3) cho Windows XP.[2]

### Tháng 5

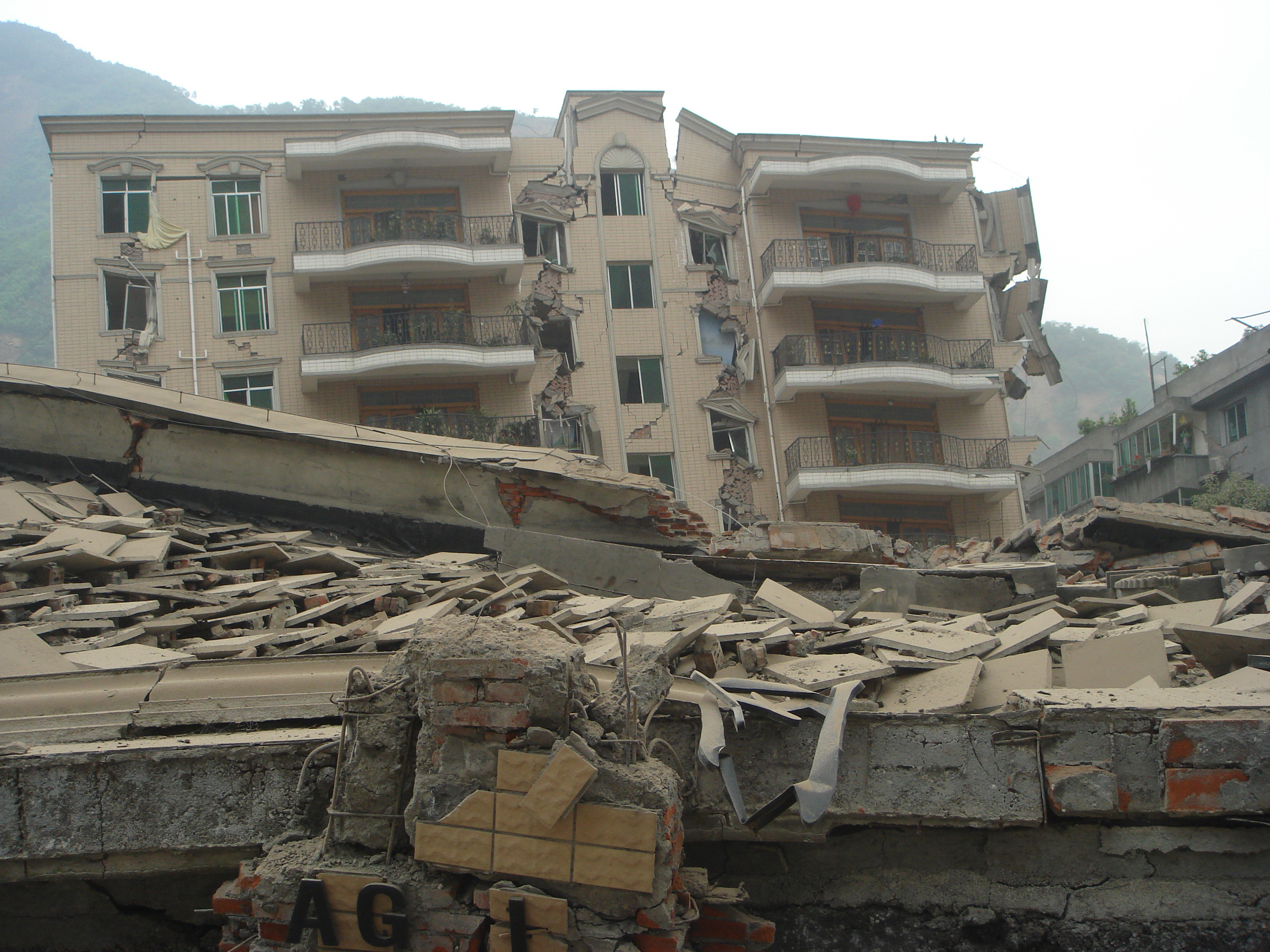
Một ngân hàng tại huyện Bắc Xuyên sau động đất

- 1 tháng 5: Việt Nam ký kết hợp đồng Giáo dục và Đào tạo với Đại học Carnegie Mellon cho ngành Công nghệ thông tin.
- 2 tháng 5: Bão Nargis đổ bộ vào Myanmar làm hơn 138.000 người thiệt mạng và mất tích.[3]
- 12 tháng 5: Một trận động đất mạnh 7,9 độ Richte xảy ra tại tỉnh Tứ Xuyên, Trung Quốc làm hơn 70.000 người thiệt mạng và mất tích
- 13 tháng 5: Đại lễ Phật Đản Liên hiệp quốc (Vesak) lần thứ 5, khai mạc tại Hà Nội, Việt Nam
- 21 tháng 5: Manchester United đánh bại Chelsea, vô địch Champions League.

### Tháng 6
- 2 tháng 6: Một xe hơi chứa bom nổ trước tòa đại sứ quán Đan Mạch tại Islamabad, Pakistan làm chết ít nhất 5 người
- 3 tháng 6: Barack Obama đạt đủ số phiếu cần thiết để trở thành ứng viên tổng thống Hoa Kỳ chính thức của đảng Dân Chủ và là ứng viên da màu đầu tiên trong lịch sử Mỹ để trở thành ứng viên chính thức
- 7 tháng 6 đến 30 tháng 6: Vòng chung kết Euro 2008 diễn ra tại Áo & Thụy Sĩ
- 8 tháng 6: Tại Akihabara, Tokyo, một người đàn ông 25 tuổi đã dùng dao đâm chết 7 người và làm 10 người khác bị thương.[4]
- 8 tháng 6: Một trận động đất 6,5 độ Richter ở miền nam Hy Lạp làm 2 người chết và 120 người bị thương
- 11 tháng 6: Trung Quốc và Đài Loan đối thoại trực tiếp sau 13 năm
- 14 tháng 6: Expo 2008 bắt đầu tại Zaragoza, Tây Ban Nha

### Tháng 7
- 14 tháng 7: Chung kết Hoa hậu Hoàn vũ 2008 tổ chức tại Việt Nam.
- 8 – 27 tháng 7: Giải vô địch bóng đá bãi biển thế giới 2008 tổ chức tại Pháp, đội tuyển bóng đá bãi biển quốc gia Brasil lần thứ 3 giành chức vô địch.

### Tháng 8
- 1 tháng 8: Tỉnh Hà Tây bị sáp nhập vào Thủ đô Hà Nội.
- 8 tháng 8 – 24 tháng 8: Thế vận hội Mùa hè 2008 diễn ra tại Bắc Kinh, Trung Quốc.

### Tháng 10
- 15 tháng 10: Ilham Aliyev tái thắng cử Tổng thống Azerbaijan.[5]
- 28 tháng 10 – 16 tháng 11: Giải vô địch bóng đá nữ U-17 thế giới 2008 tổ chức tại New Zealand, đội tuyển bóng đá U-17 nữ quốc gia Cộng hòa Dân chủ Nhân dân Triều Tiên lần đầu tiên giành chức vô địch.
- 29 tháng 10:  Cựu tù chính trị Mohamed Nasheed đã chiến thắng cuộc bầu cử Tổng thống dân chủ đầu tiên trong lịch sử Maldives.[6]
- 30 tháng 10 – 4 tháng 11: Trận mưa kỷ lục ở miền Bắc và miền Trung Việt Nam kéo dài 5 ngày gây ngập lụt nhiều tỉnh thành.
- 30 tháng 10: Một loạt vụ đánh bom tại Assam (Ấn Độ) làm ít nhất 77 người thiệt mạng và 470 người bị thương.

### Tháng 11
- 19 tháng 11 – 7 tháng 12: Giải vô địch bóng đá nữ U-20 thế giới 2008 tổ chức tại Chile, đội tuyển bóng đá U-20 nữ quốc gia Hoa Kỳ lần thứ 2 giành chức vô địch.
- Không rõ ngày: Thiên tai làm 515 người chết và mất tích, thiệt hại 11.500 tỷ đồng ở Miền Trung.

### Tháng 12
- 11 tháng 12: Tổ chức Giải vô địch bóng đá thế giới các câu lạc bộ 2008 tại Nhật Bản.
- 28 tháng 12: Giải vô địch bóng đá Đông Nam Á 2008 tổ chức tại Indonesia và Thái Lan, đội tuyển bóng đá quốc gia Việt Nam lần đầu tiên giành chức vô địch.

## Sinh

### Tháng 4
- 16 tháng 4: Eléonore của Bỉ

### Tháng 9
- 29 tháng 9: Emma Tallulah Behn, con gái của Märtha Louise của Na Uy và nhà văn Ari Behn

### Tháng 12
- 20 tháng 12: Đinh Văn K'Rể, cậu bé mắc bệnh hội chứng Seckel người Việt Nam. (m. 2020)

### Không rõ ngày, tháng
- Mai Thảo Ngọc (Hạt Dẻ), con gái út của diễn viên, dẫn chương trình Quyền Linh và doanh nhân Dạ Thảo

## Mất
- 3 tháng 1: Choi Yo Sam, võ sĩ Hàn Quốc (sinh 1972)
- 11 tháng 1: Sir Edmund Hillary, người leo núi, nhà thám hiểm, người nhân đức New Zealand, người đầu tiên chinh phục đỉnh Everest (sinh 1918)
- 15 tháng 1: Nguyễn Khải, nhà văn Việt Nam (sinh 1930)
- 15 tháng 1: Brad Renfro, nam diễn viên Mỹ (sinh 1982)
- 24 tháng 1: Rui Torres,cựu dẫn chương trình Art Attack (sinh 1976)
- 27 tháng 1: Heath Ledger, nam diễn viên Úc (sinh 1979)
- 27 tháng 1: Suharto, tổng thống Indonesia (sinh 1921)
- 6 tháng 2: Thanh Phương, nam diễn viên Việt Nam (sinh 1977)
- 10 tháng 2: Roy Scheider, nam diễn viên Mỹ (sinh 1932)
- 23 tháng 2: Janez Drnovšek, tổng thống, thủ tướng Slovenia (sinh 1950)
- 19 tháng 3: Paul Scofield, nam diễn viên Anh Quốc (sinh 1922)
- 19 tháng 3: Arthur C. Clarke, tác giả, nhà phát minh sáng chế, người theo thuyết vị lai Anh Quốc (sinh 1917)
- 24 tháng 3: Richard Widmark, nam diễn viên Mỹ (sinh 1914)
- 26 tháng 3: Manuel Marulanda, chiến sĩ du kích Colombia (sinh 1930)
- 3 tháng 4: Hrvoje Custic, cầu thủ bóng đá Croatia (sinh 1983)
- 5 tháng 4: Charlton Heston, nam diễn viên Mỹ (sinh 1923)
- 29 tháng 4: Albert Hofmann, nhà hoá học Thuỵ Sĩ (sinh 1906)
- 8 tháng 5: Francios Sterchele, cầu thủ bóng đá Bỉ (sinh 1982)
- 12 tháng 5: Irena Sendler, người nhân đạo Ba Lan (sinh 1910)
- 10 tháng 6: Chingiz Aitmatov, nhà văn Kyrgyzstan (sinh 1928)
- 11 tháng 6: Võ Văn Kiệt, Nguyên Ủy viên Bộ Chính trị, Nguyên Thủ tướng Chính phủ nước CHXHCN Việt Nam, Nguyên Cố vấn Ban chấp hành Trung ương Đảng Cộng sản Việt Nam (sinh 1922)
- 22 tháng 6: George Carlin, tác giả, nam diễn viên, nhà soạn kịch Mỹ (sinh 1937)
- 4 tháng 7: Jesse Helms, nhà chính trị Mỹ (sinh 1921)
- 5 tháng 7: Hòa thượng Thích Huyền Quang, lãnh đạo Phật giáo Việt Nam, vị tăng thống thứ tư của Giáo hội Phật giáo Việt Nam Thống nhất (sinh 1919)
- 23 tháng 7: Kurt Furgler, nhà chính trị Thụy Sĩ (sinh 1924)
- 3 tháng 8: Aleksandr Solzhenitsyn, nhà văn, nhà viết kịch Nga (sinh 1918)
- 10 tháng 8: Isaac Hayes, nhạc sĩ Mỹ gốc Phi (sinh 1942)
- 13 Tháng 8 : Sơn Nam, nhà văn Việt Nam (sinh 1926)
- 23 tháng 9: Lê Vũ Cầu, diễn viên Việt Nam (sinh 1955)
- 26 tháng 9: Paul Newman, nam diễn viên Mỹ (sinh 1925)
- 2 tháng 10: Choi Jin-sil, nữ diễn viên Hàn Quốc (sinh 1968)
- 11 tháng 10: Jörg Haider, nhà chính trị Áo (sinh 1950)
- 10 tháng 11: Miriam Makeba, ca sĩ Nam Phi (sinh 1932)
- 29 tháng 11: Minh Phụng, nghệ sĩ sân khấu cải lương Việt Nam (sinh 1944)
- 5 tháng 12: Alexy II, Thượng phụ của Chính Thống giáo Nga (sinh 1929)
- 18 tháng 12: W. Mark Felt, cựu nhân viên FBI, người được mệnh danh là "nguồn tin giấu tên nổi tiếng nhất trong lịch sử Hoa Kỳ" (sinh 1913)
- 20 tháng 12: Robert Mulligan, đạo diễn Mỹ (sinh 1925)
- 23 tháng 12: Lương Tuấn, nghệ sĩ sân khấu cải lương Việt Nam (sinh 1957)
- 29 tháng 12: Freddie Hubbard, nghệ sĩ saxophone Mỹ (sinh 1938)

## Giải Nobel
Tháng 10 tại Thụy Điển, ủy ban Nobel đã công bố các giải thưởng Nobel năm 2008: Người đạt giải và các công trình:
- Hòa bình: Martti Ahtisaari, cựu Tổng thống Phần Lan, một nhà trung gian hòa giải được cho là có những đóng góp quan trọng trong giải quyết các xung đột quốc tế từ Kosovo và Aceh, Indonesia.
- Văn học: Jean-Marie Gustave Le Clézio, nhà văn người Pháp, ông được ủy ban đánh giá là "tác giả của những sự ra đi mới, cuộc phiêu lưu thi ca và hứng khởi xuất thần nhục cảm, người khai phá một nhân loại bên ngoài và bên dưới nền văn minh đang thống trị".
- Hóa học: Osamu Shimomura (người Nhật), Martin Chalfie, Roger Y. Tsien (người Mỹ), với công trình nghiên cứu về protein phát huỳnh quang xanh.
- Vật lý: Makoto Kobayashi, Masukawa Toshihide (người Nhật) và Nambu Yōichirō (người Mỹ gốc Nhật), với các công trình nghiên cứu về cơ chế "phá vỡ đối xứng tự phát" trong vật lý nguyên tử.
- Y học: Harald zur Hausen (người Đức), Françoise Barré-Sinoussi, Luc Montagnier (người Pháp), với công trình phát hiện hai loại virus gây ra các chứng bệnh nan y ở người.
- Kinh tế: Paul Krugman (người Mỹ), với các công trình "kinh tế địa lý mới" và "thuyết thương mại mới".